# Sheila Echols
Sheila Ann Echols (poročena Williams in Gross), ameriška atletinja, * 2. oktober 1964, Memphis, Tennessee, ZDA.
Nastopila je na poletnih olimpijskih igrah v letih 1988 in 1992, leta 1988 je osvojila naslov olimpijske prvakinje v štafeti 4×100 m, leta 1992 pa sedmo mesto v skoku v daljino. V štafeti 4x100 m je osvojila srebrno medaljo na svetovnem prvenstvu leta 1993 in zlato medaljo na panameriških igrah leta 1987.